# Cesare Pagnini
Cesare Pagnini (Trieste, 19 marzo 1899 – Trieste, 9 novembre 1989) è stato un politico, giornalista e storico italiano.

## Biografia

### La gioventù
Cesare Pagnini nasce a Trieste da una famiglia appartenente alla media borghesia cittadina, giunta da Pesaro nel XVIII secolo e originaria di Volterra. Il padre, funzionario comunale, era legato da stretti rapporti di parentela con la famiglia patrizia de Dolcetti, che aveva dato esponenti di spicco nella vita istituzionale e culturale cittadina. Non ancora sedicenne viene introdotto in casa di Caterina Croatto Caprin, vedova del garibaldino Giuseppe Caprin, scrittore ed editore di grande successo a cavallo tra Otto e Novecento. L’intensa frequentazione di casa Caprin rappresenta una tappa fondamentale per la sua maturazione intellettuale, e lo porta a contatto diretto con i classici della letteratura politica dell’Irredentismo e con alcuni esponenti del partito liberale nazionale a Trieste tra cui Attilio Hortis, direttore per più decenni della Biblioteca Civica di Trieste, parlamentare a Vienna e poi Senatore del Regno d’Italia.

### La Prima guerra mondiale
Arruolato nell’esercito austro-ungarico nel marzo del 1917, Pagnini compie un periodo di addestramento a Radkersburg e a Weiz in Stiria finché, dopo la rotta di Caporetto, viene destinato, in novembre, all’armata del generale Otto von Below di presidio a Vittorio Veneto, con funzioni di interprete e di addetto all’amministrazione civile. Nei mesi di stanza a Vittorio, assieme al suo superiore Carlo Baxa, irredentistista di Pola giunto al Comando di tappa nel febbraio 1918, si adopera in azioni di spionaggio in favore dell’esercito italiano: fornisce informazioni determinanti dapprima a Giacomo Camillo De Carlo, inviato in territorio occupato in vista della Battaglia del Solstizio, e in seguito ad Alessandro Tandura, paracadutato nell'agosto del 1918 in previsione della Battaglia di Vittorio Veneto. Con la liberazione di Vittorio, avvenuta il 30 ottobre 1918, la sua opera viene esaltata da personalità quali Ugo Ojetti e Leonida Bissolati; l’anno successivo la cittadinanza vittoriese apre una pubblica sottoscrizione e gli conferisce una medaglia d'oro per aver salvato la popolazione cittadina. Concluso il conflitto, però, Pagnini viene arrestato in quanto membro dell’esercito nemico e viene internato dapprima nel campo di concentramento di Resana e poi a San Damiano d'Asti, nel quale permane per 3 mesi..

### Il dopoguerra e il fascismo
Rientrato a Trieste, si iscrive alla Facoltà di Giurisprudenza dell’Università di Padova, dove si laurea nel 1922 in storia del diritto italiano con Nino Tamassia. Nel primo dopoguerra Pagnini soffre la condizione di ex soldato austro-ungarico di fronte ai privilegi assegnati ai reduci ex combattenti nell’esercito italiano dalla legge 1290 del 1922 e non riesce a trovare lavoro. Si impegna perciò in una intensa collaborazione con alcune testate giornalistiche locali, tra cui “L’Era Nuova” e “Il Piccolo della Sera”, e aspira di iniziare la professione di avvocato, ma non viene accettato da alcuno studio legale. Si impiega allora temporaneamente presso la Banca Commerciale Triestina e ottiene l’abilitazione all’insegnamento di diritto, economia politica e scienza finanziaria negli istituti tecnici e nei licei.
Eletto nel 1925 nel consiglio direttivo della Società Ginnastica Triestina, la società ginnica irredentista fondata nel 1863, Pagnini stringe rapporti sempre più intensi con l’élite locale legata alle professioni liberali, al mondo dell’industria e alla cultura politica dei volontari giuliani, reduci del primo conflitto mondiale. Per difendere la “Ginnastica”, assieme ai colleghi del direttivo si iscrive il 1º gennaio 1926 al Partito Nazionale Fascista alla luce della nuova legge di pubblica sicurezza che prevede la possibilità di imporre lo scioglimento delle associazioni non fasciste. Nel 1928, superato l’esame di procuratore legale, inizia la professione, che lo porta dapprima a diventare legale del Sindacato fascista dei Lavoratori dell’Industria e poi, in rappresentanza del sindacato, consigliere delle Cooperative Operaie, sindaco della Cassa di Risparmio di Trieste, membro di commissioni arbitrali, giudice conciliatore, consultore comunale e vice commissario prefettizio del Comune di Trieste.
Dopo la proclamazione delle leggi razziali fa parte della commissione per l'epurazione degli avvocati ebrei.

### La seconda guerra mondiale
Nel mese di settembre del 1943 Trieste viene occupata dalle truppe germaniche e nasce il “Litorale Adriatico”, direttamente annesso al III Reich. Il nome di Pagnini, che viene considerato anche uomo di fiducia degli armatori Cosulich, viene suggerito come podestà. Insediato nella carica dal Supremo Commissario germanico, ha al suo fianco come vice podestà Guido Cosulich, direttore generale del Lloyd Triestino, e come prefetto Bruno Coceani. Nelle intenzioni sue e della borghesia industriale triestina si tratta di mantenere un presidio di italianità nelle istituzioni locali. Di fatto, Pagnini si trova a governare la città in uno dei periodi più travagliati della sua storia e cerca di accompagnarla nello sfaldamento della compagine statuale italiana e nel progressivo collasso del III Reich, dinanzi alle sempre più evidenti pretese annessionistiche da parte della Jugoslavia di Tito. Per affiancare e sostituire le forze italiane ritiratesi con l’occupazione nazista e per offrire un rifugio ai giovani triestini destinati all’ arruolamento nelle file tedesche o ai campi di lavoro, crea la “Guardia Civica”, un corpo armato alle dipendenze del Municipio (che doveva ricevere sempre il benestare dell'amministrazione occupante germanica) ispirato ad analoghe istituzioni militari operanti nel Risorgimento italiano (ma che giurò fedeltà al III° Reich). Nel frattempo mantiene stretti rapporti con il vescovo mons. Antonio Santin e avvia contatti con il C.L.N., soprattutto con il colonnello Antonio Fonda Savio, genero di Italo Svevo, che conosce attraverso le sue frequentazioni familiari, e con Carlo Schiffrer, l’amico di gioventù che aveva aiutato nella stesura della tesi di laurea sulle origini dell’irredentismo triestino.
Nell’agosto 1944 interviene, assieme al vescovo Santin, in favore della liberazione dello scrittore Giani Stuparich, dell’anziana madre di origine ebraica e della moglie, arrestati e detenuti nella Risiera di San Sabba. Il 30 aprile 1945, scoppiata l’insurrezione cittadina contro gli occupanti (quella dell'Unità Operaia ebbe inizio il 28 aprile 1945- leggasi il telegramma della IVa Armata Jugoslava), mentre l’esercito alleato è in marcia di avvicinamento e l’esercito jugoslavo si trova già alle porte di Trieste, Pagnini viene destituito dal C.L.N. Poco dopo viene arrestato dalla Guardia del Popolo e destinato alle carceri di via Tigor, con la richiesta di condanna a morte. Preso in consegna dagli anglo-americani, rimane detenuto e viene sottoposto a processo dinanzi alla Corte Straordinaria d’Assise istituita dal Governo Militare Alleato, con l’accusa di collaborazionismo con il governo fascista repubblicano e con il tedesco invasore e per aver favorito i disegni politici del nemico. Nel corso del processo intervengono in suo favore, tra gli altri, il vescovo Santin, il comandante del Corpo Volontari per la Libertà Fonda Savio, esponenti del C.L.N. e del movimento partigiano, come Ercole Miani e l’avv. Toncic. Tutte le testimonianze degli avversari politici sono concordi nell'affermare l’infondatezza dell’accusa di collaborazionismo e nel definirlo elemento sicuro e fidato, sicché lo stesso procuratore generale Ettore Colonna ne chiede l’assoluzione, che giunge con sentenza assolutoria del 27 novembre 1945. L’anno successivo Pagnini viene sottoposto a giudizio dinanzi alla Commissione di Epurazione delle Libere Professioni, che con ordine del 7 febbraio 1947 ne propone la sospensione per tre anni perché colpevole di essersi dimostrato un fervente sostenitore del fascismo e di aver collaborato con il governo fascista repubblicano e con il tedesco invasore. In seconda istanza, invece, la Commissione territoriale d’appello, il 5 novembre 1947, fa cadere gli addebiti di collaborazionismo e riduce la sospensione dall’attività professionale ad un anno, giudicando Pagnini comunque un sostenitore fervente del fascismo.
Da tenere presente che recenti ricerche d'archivio hanno dimostrato che il Comune di Trieste, retto dall'avv. Cesare Pagnini, pagò regolarmente l'affitto ai legittimi proprietari per tenere a disposizione degli occupanti tedeschi la famigerata Risiera di San Sabba, unico campo di stermino con forno crematorio in Italia.

## L'attività di storico e scrittore

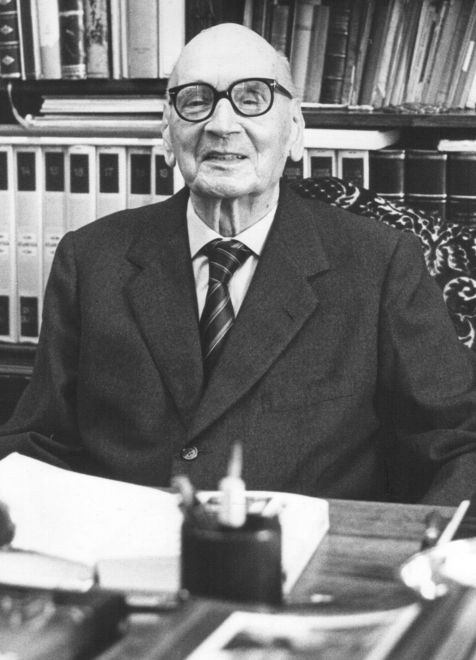
Cesare Pagnini nel suo studio

Sin da ragazzo Pagnini comincia ad interessarsi della storia triestina, avviando ricerche e studi sul folklore e sulla cultura risorgimentale. Durante il soggiorno a Vittorio Veneto, grazie all’amicizia con il sindaco Francesco Troyer, fondatore del Museo del Cenedese, si appassiona alla figura di Lorenzo Da Ponte, il librettista di Mozart originario di Ceneda, e nel 1918 pubblica un suo primo profilo biografico sulla rivista “Umana” diretta da Silvio Benco. Nel corso degli anni ‘30 e ‘40 Pagnini prosegue intensamente gli studi sul Risorgimento e sull’Irredentismo, dedicando particolare attenzione alla figura e all’opera di Domenico Rossetti De Scander, protagonista della Restaurazione e fautore dell’autonomia e dei privilegi del porto franco nel contesto della monarchia asburgica. Nel 1942 organizza le grandi celebrazioni per il centenario della morte di Domenico Rossetti, facendovi intervenire Arturo Farinelli e promuovendo la pubblicazione di due cospicui volumi di saggi e di documenti rossettiani. Abbandonata la professione a causa della condanna, Pagnini lavora dal 1947 al 1948 a Udine come direttore amministrativo del quotidiano “Il Messaggero Veneto”. Dal 1958 si dedica esclusivamente agli studi, in particolare sulla storia del giornalismo triestino, tema al quale dedica un’importante monografia (1959), sulla biografia di Da Ponte, che lo porta ad una prima edizione critica dell’autobiografia (presso Rizzoli, nel 1960), e sulla figura di Antonio de Giuliani, del quale pubblica gli scritti inediti (presso Scheiwiller, 1969). L’eco internazionale delle sue ricerche si rivela nell'edizione e nella traduzione tedesca degli atti del processo criminale per l’uccisione di J. J. Winckelmann (Akademie Verlag, 1965) e nei riconoscimenti ricevuti nella Repubblica Democratica Tedesca: gli vengono conferiti il diploma d’onore dell’università di Halle-Wittenberg e la medaglia Winckelmann da parte del sindaco di Stendal nel 1965.

## Opere
- "Lorenzo da Ponte e il contributo di Trieste alla propaganda italiana in America", Tipografia Coana, Parenzo, 1934.
- "I nostri Caduti nella presente guerra", Società Alpina delle Giulie, Trieste, 1942.
- "Appunti sulla vita e l'opera di Domenico Rossetti" in D. Rossetti, "Scritti inediti, pubblicati dal Comune di Trieste nel primo centenario della morte", col. I, IDEA, Udine, 1944, pp. 31–88.
- D. Rossetti, "Epistolario", prefazione e note di C. Pagnini, in D. Rossetti, "Scritti inediti, pubblicati dal Comune di Trieste nel primo centenario della morte", vol. II, IDEA, Udine, 1944.
- "Giornali e periodici di Trieste 1781-1946", Associazione della Stampa Giuliana, 1946.
- "La stampa triestina del 1848" in "La Venezia Giulia e la Dalmazia della rivoluzione nazionale del 1848-49", vol. II, Del Bianco, Udine, 1949, pp. 131–202.
- "Storia e storie dell'occupazione tedesca", La Stampa Commerciale, Milano, 1959.
- L. da Ponte, "Memorie", a cura di C. Pagnini, Rizzoli, Milano, 1960.
- "Giovanni Scaramangà di Altomonte", Società di Minerva, Trieste, 1960.
- B. Coceani - C. Pagnini, "Guida sentimentale di Trieste", Libreria Universitas, Trieste, 1968.